# Роберт Генбері Браун
Роберт Генбері Браун (англ. Robert Hanbury Brown; 31 серпня 1916 — 16 січня 2002) — англо-австралійський астроном і фізик, член Лондонського королівського товариства (1960) і Австралійської АН (1967).
Освіту здобув у Брайтонському технічному коледжі й коледжі Ситі-енд-Гілдз (Лондон). У 1936—1947 займався радіотехнічними дослідженнями в різних британських військових відомствах, в 1949—1963 працював у Манчестерському університеті (з 1960 — професор радіоастрономії). З 1964 — професор астрономії Сіднейського університету.
Наукові дослідження належать до радіоастрономії. У обсерваторії Джодрелл-бенк Манчестерського університету провів спостереження багатьох джерел космічного радіовипромінювання. Спільно з К. Гезардом в 1950 вперше виявив радіовипромінювання нормальної галактики (M31 в сузір'ї Андромеди); показав, що повне випромінювання M31 порівнянне за величиною з випромінюванням нашої Галактики, яка належить до того ж типу галактик. Відкрив і вивчив радіовипромінювання інших нормальних галактик. Ототожнив декілька дискретних джерел радіовипромінювання з пекулярними галактиками і залишками найновіших зірок. Спільно з Р. Дженнісоном і М. Дас Гупта запропонував новий інтерферометричний метод вимірювання розмірів протяжних радіоджерел і визначив кутові розміри деяких з них (1952). Розробив спільно з Р. К. Твіссом теорію оптичного інтерферометра інтенсивностей для вимірювання кутових діаметрів зірок. У 1956 в обсерваторії Джодрелл-бенк побудував інтерферометр інтенсивностей з дзеркалами діаметром 154 см, потім в обсерваторії Наррабрі (Новий Південний Уельс) — інтерферометр інтенсивностей з дзеркалами діаметром 6,6 м. За допомогою першого інтерферометра був успішно зміряний діаметр Сіріуса, за допомогою другого зміряні діаметри кількох десятків найяскравіших гарячих зірок, а також визначені їхні поверхневі температури і тим самим уточнена шкала температур гарячих зірок.
Президент Міжнародного астрономічного союзу (1982—1985).
Премія ім. Хольвека Французького фізичного товариства (1959), медаль А.С.Еддінгтона Лондонського королівського астрономічного товариства (1968), медаль Г'юза Лондонського королівського товариства (1971), ім. Лайла Австралійської АН (1971).